# Veneno Para las Hadas (banda)

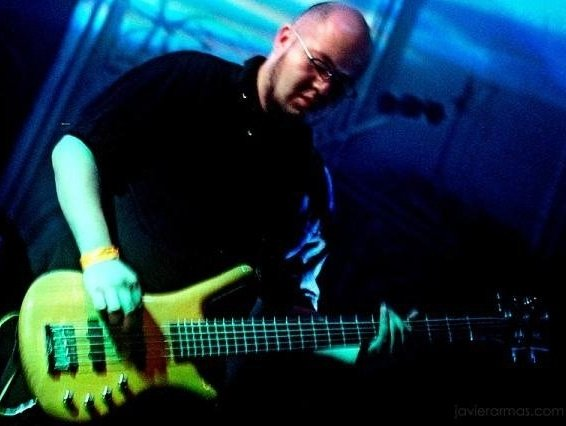
El bajista Rubén Olvera.

Veneno para las hadas es un grupo musical de ethereal wave mexicano, ha trascendido dentro del gótico mexicano por el estilo rítmico que llevan sus canciones.
El grupo está conformado por Rubén Olvera como bajista, y por Ethel Castro (Laura Castro) como cantante y sintetizador.

## Historia
Veneno surge en un sótano de casa, a partir del puro placer de acariciarse a través de los sonidos de la voz de Ethel y la guitarra de Radikalibre (Alexis Leyva).
Después, en 1997, se conforma como una banda con intenciones de ser más experimental que obscura, aunque termina siendo adoptada por el género Dark.
Las cosas para la banda marchaban por sí solas: la primera presentación en el bar Las Hormigas, la invitación para abrirle a Hocico, la participación en el encuentro de música electrónica en el Chopo, toquines constantes compartiendo escenario con bandas representativas del género electrónico en los noventa, como Encefálisis, Portent, Cenobita, Ad Vitam Aeternam, soucerx y Ogo.
La invitación a formar parte del acoplado de interdependencia del Colectivo Binaria.
La grabación de su primer material, 98 VPH, con 300 copias, un año de constante actividad, y de pronto pararon.

Hubo ciertos problemas personales, no entre nosotros; yo me desconecté de todo por un tiempo por salud mental.
Ethel Castro, Entrevista con Revista Dark

Con un gran aprendizaje de vida, obtenido a través de años y años de criar su proyecto Veneno para las hadas vuelve a la escena hoy en día prometiendo ser los mejores y también prometen dar más gusto a sus fanes.

## Discografía
- Veneno para las hadas
- Ella les odia
- Virus del papiloma humano
- Archivo [1996-2005]

De 2011 - 2013 trabajan en la creación de su nuevo álbum "Personal Velocity".

## Descripción
Nostalgia monocromática como el vehículo en el cual silencio y sonido coexisten; solo como esta música es el dulce veneno de todos aquellos que quieren tocar el cielo.
Un proyecto que existe desde 1998 que mezcla conceptos contrarios en una voz para todos; desvaneciendo el límite entre ruido y sonido, entre horror y belleza, viajando a través del ensueño que es una excusa para poseer al hombre y aniquilar los sueños creados por las hadas, nuestras amadas hadas que mueren como abejas tras entregar su esencia. Y como si no lo supieran, lo repiten como su única forma de existencia.
Veneno para las hadas es el sueño y vehículo de Ethel Castro (voz, concepto programación, instrumentos, producción) acompañada por Rubén Olvera (bajo, programación y grabación) en este periodo. Llevan a su audiencia a través de un mundo de melancolía. Un experimento único de sonido y música que se origina en la concertación más grande de humanos en el planeta: la Ciudad de México.
Veneno para las hadas tiene un largo recorrido por el mundo, desde los encuentros de música electrónica y el festival de performance en México hasta su participación en el WGT Leipzig y presentaciones en Alemania (c/Samsas Traum), Barcelona y Viena todavía con RADIKALIBRE.
2010 nos trae el CD Ella les odia. Concebido en Barcelona y grabado y mezclado en Viena en conjunto con Ashley Dayour (guitarrista y líder de Whispers in the Shadow).
Masterizado en la Ciudad de México en RD Estudio.
VPLH es un proyecto multidisciplinario que combina: artes visuales y performance y es una forma para reconectar los lazos rotos en la psique de todos, dejando una impresión duradera en tu concepción del sonido.